# Sophie Esterházy-Liechtenstein
Sophie Mária Josepha, princesse von und zu Liechtenstein, comtesse Esterházy von Galántha, connue comme la "comtesse Esterházy" (née le 5 septembre 1798 à Vienne, morte le 17 juin 1869 dans la même ville) est une Oberhofmeisterin autrichienne et dame de compagnie de l'impératrice Élisabeth de Wittelsbach, dite "Sissi".

## Biographie
Sophie Mária Josepha vient de la maison de Liechtenstein. Elle est la seconde fille et le troisième enfant de Jean Ier de Liechtenstein et de son épouse Josepha de Fürstenberg-Weitra.
En 1817, elle épouse Vinzenz Graf Esterházy Baron zu Galántha, major-général. Le mariage sera sans enfant.
Esterházy-Liechtenstein est la dame de compagnie et une confidente de Sophie de Bavière, la mère de l'empereur François-Joseph Ier d'Autriche.
En août 1853, elle rencontre Élisabeth en Bavière, durant ses fiançailles avec François-Joseph, à Bad Ischl. En avril 1854, elle devient Oberhofmeisterin. À 56 ans, on la considère comme une "femme cérémonieuse, austère", voire ultra-conservatrice. Élisabeth la déteste dès le premier instant, n'aimant pas être observée. D'autres membres de la cour éprouvent cette détestation. À la demande de Sophie de Bavière, elle doit noter toutes les remarques de Sissi contre elle lors de la lune de miel en avril et mai 1854 aux châteaux de Laxenbourg.
En juin 1854, elle accompagne l'empereur et l'impératrice lors de leur premier voyage à l'étranger, en Bohême et en Moravie. En hiver 1860, elle apprend qu'Élisabeth ne veut pas d'elle pour son voyage à Madère, lui préférant la jeune demoiselle Mathilde zu Windisch-Grätz. Pendant ce temps, à la demande de l'archiduchesse Sophie, elle s'occupe des deux enfants, Gisèle et Rodolphe, ainsi que la baronne Karoline Walden. En novembre 1861, elle accompagne le prince et les enfants pour voir Élisabeth à Venise ; elle rapporte à Sophie le rapport entre la mère et les enfants. À plusieurs reprises, elles se disputent sur l'éducation, la dame souhaite imposer les idées de Sophie. En 1862, Esterházy-Liechtenstein est licenciée de son poste d'Oberhofmeisterin par l'empereur François-Joseph. Pauline von Königsegg lui succède. Sophie Esterházy-Liechtenstein repart à Vienne.
À sa mort, elle est enterrée dans le caveau des Liechtenstein à Vranov. L'empereur François-Joseph et l'impératrice Élisabeth sont présents à ses obsèques.